# 島間網切氏
島間網切氏（韩语： Dogan Mangjeol-ssi），韩国的一个朝鲜族姓氏本贯，源自归化的日本姓氏網切（日语：／ Amikiri），是網切氏的唯一一個本貫。
该本貫的始祖是網切一郎，是第二次世界大戰結束時在韩日本人後裔遗留的孤兒，後來歸化成為韓國人。本貫地「島間」取自於網切一郎祖父的出生地——鹿兒島縣南種子町島間村（ Shimama-mura）。
根據韓國在1985年的人口普查，當時韓國全國以「網切」為姓的人只有五人，而到了2000年人口調查，這個家族的總人口已增至10人。

## 參看
- 日系人

## 外部連結
- 日語版朝鮮日報：已歸化日本人農夫　網切一郞氏 （日語）